# Hoa hậu Thế giới 2010

Logo cuộc thi Hoa hậu Thế giới 2010.

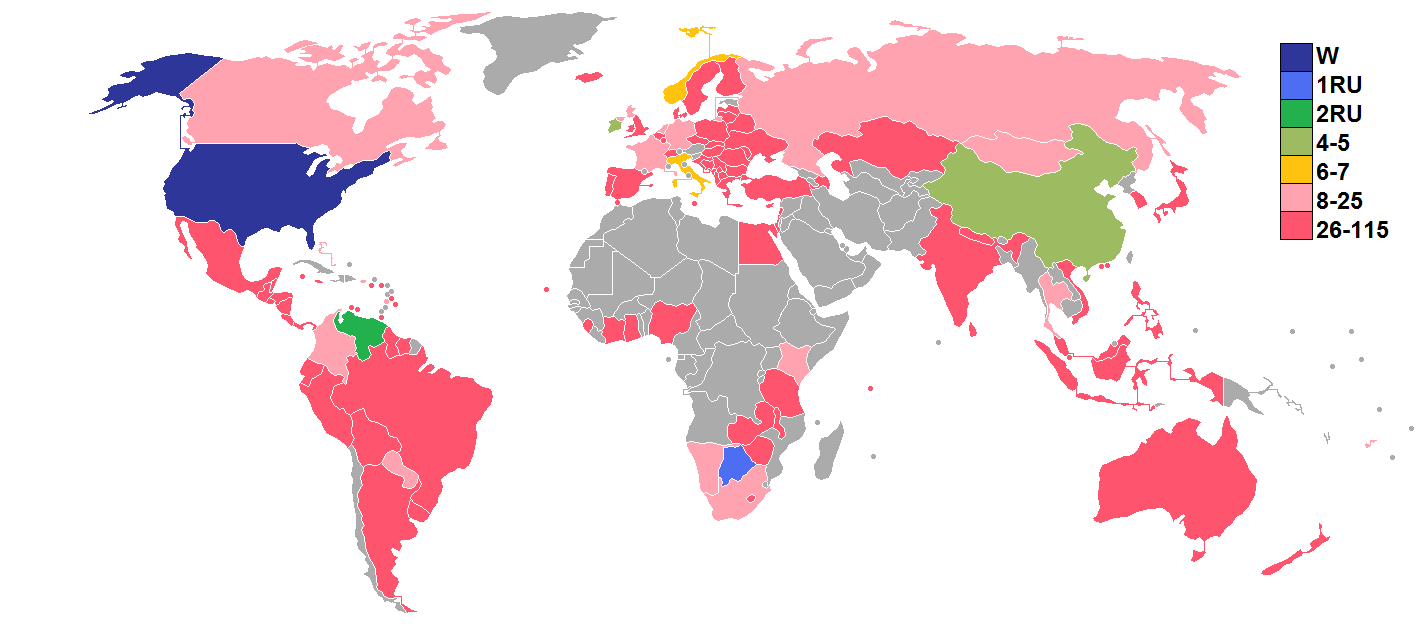
Các quốc gia, vùng lãnh thổ tham gia cuộc thi và kết quả.

Hoa hậu Thế giới 2010 là cuộc thi Hoa hậu Thế giới lần thứ 60, diễn ra vào ngày 30 tháng 10 năm 2010 tại Nhà hát Vương miện sắc đẹp, Tam Á, Trung Quốc; sau khi Việt Nam quyết định không đăng cai cuộc thi. Kaiane Aldorino từ Gibraltar đã trao lại vương miện cho người thắng cuộc trong đêm chung kết là Alexandria Mills đến từ Hoa Kỳ.

## Sự kiện quan trọng

### Việt Nam không đăng cai cuộc thi
Ngày 8 tháng 6 năm 2009, Ông Hoàng Kiều (Chủ tịch tập đoàn RAAS) và bà Julia Morley đã đồng ý chọn Nha Trang làm nơi diễn ra cuộc thi nhưng bốn tháng sau ông Hoàng Kiều xuất hiện tại khu du lịch sinh thái Thới Sơn để giám sát công trình xây dựng cơ sở vật chất và treo banner quảng bá cuộc thi tại đây. Theo một người quản lý của Công ty Cổ phần Du lịch Tiền Giang, RAAS đã mua 31 hecta đất để phục vụ cho cuộc thi Hoa hậu Thế giới 2010 gây tàn phá nghiêm trọng môi trường sinh thái, nâng cao giá đất và những người dân sinh sống tại đây phải di dời sang nơi khác.
Ngày 28 tháng 1 năm 2010, RAAS đã fax thông tin đến cho Ủy ban nhân dân tỉnh Khánh Hòa về việc họ không tổ chức cuộc thi mà không có một lời giải thích chính thức. Tỉnh Khánh Hòa đã kêu gọi nhà tài trợ mới. Tuy nhiên nếu như một tỉnh khác nắm quyền đăng cai cuộc thi RAAS sẽ quay trở lại làm nhà tài trợ. Vào ngày 3 tháng 2, sau khi được giao lại cho quyền đăng cai cuộc thi, tỉnh Khánh Hòa đã lập tức xin nhường lại quyền đăng cai cuộc thi cho tỉnh Tiền Giang vì Khánh Hòa sẽ đăng cai cuộc thi Hoa hậu Trái Đất 2010 và cuộc thi Hoa hậu Thế giới người Việt lần thứ 2 ở Việt Nam.
RASS cũng xác nhận cuộc thi Hoa hậu Thế giới sẽ trở lại Mỹ Tho, tỉnh Tiền Giang vào năm 2011 và 2012.
Ngày 5 tháng 2 năm 2010, tỉnh Khánh Hòa tuyên bố rút lui không làm nơi diễn diễn ra cuộc thi Hoa hậu Thế giới 2010 do thái độ không phù hợp của RAAS trong việc tổ chức cuộc thi, tỉnh đã kêu gọi các nhà tài trợ cho cuộc thi Hoa hậu Trái Đất 2010 và cuộc thi Hoa hậu Thế giới người Việt 2010 sẽ diễn ra tại Nha Trang thay vì cuộc thi Hoa hậu Thế giới.
Cuối cùng, vào ngày 2 tháng 4 năm 2010 phó thủ tướng Nguyễn Thiện Nhân đã chấp thuận lời đề nghị rút lui khỏi cuộc thi của tỉnh Khánh Hòa.

## Kết quả cuộc thi

### Thứ hạng
| Kết quả               | Thí sinh |
| --------------------- | --- |
| Hoa hậu Thế giới 2010 | - Hoa Kỳ – Alexandria Mills |
| Á hậu 1               | - Botswana – Emma Wareus |
| Á hậu 2               | - Venezuela – Adriana Vasini |
| Top 5                 | - Trung Quốc – Đường Tiêu - Ireland – Emma Britt Waldron |
| Top 7                 | - Ý – Giada Pezzaioli - Na Uy – Mariann Birkedal |
| Top 25                | - Bahamas – Braneka Bassett - Canada – Denise Garrido - Colombia – Laura Palacio - Pháp – Virginie Dechenaud - Polynésie thuộc Pháp – Mihilani Teixeira - Đức – Susanna Kobylinski - Kenya – Natasha Metto - Mông Cổ – Sarnai Amar - Namibia – Odile Gertze - Hà Lan – Desirée van den Berg - Bắc Ireland – Lori Moore - Paraguay – Egni Eckert - Puerto Rico – Yara Lasanta - Nga – Irina Sharipova - Scotland – Nicola Mimnagh - Nam Phi – Nicole Flint - Saint Lucia – Aiasha Gustave - Thái Lan – Sirirat Rueangsri |

### Các nữ hoàng sắc đẹp khu vực
| Khu vực            | Thí sinh                       |
| ------------------ | ------------------------------ |
| Châu Á & Đại dương | - Trung Quốc – Đường Tiêu      |
| Châu Âu            | - Ireland – Emma Britt Waldron |
| Châu Mỹ            | - Hoa Kỳ – Alexandria Mills    |
| Châu Phi           | - Botswana – Emma Wareus       |
| Vùng biển Caribê   | - Saint Lucia – Aiasha Gustave |

### Các giải phụ
Các thí sinh chiến thắng các phần thi dưới đây đều được vào thẳng Top 25

#### Hoa hậu Bãi biển
Phần thi Hoa hậu Bãi biển đã được diễn ra tại khách sạn Mandarin Oriental ngày 19 tháng 10.
| Kết quả          | Kết quả                 | Thí sinh |
| ---------------- | ----------------------- | --- |
| Hoa hậu Bãi biển | Hoa hậu Bãi biển        | - Puerto Rico - Yara Lasanta |
| Á hậu 1          | Á hậu 1                 | - Hoa Kỳ - Alexandria Mills |
| Á hậu 2          | Á hậu 2                 | - Na Uy - Mariann Birkedal |
| Á hậu 3          | Á hậu 3                 | - Trung Quốc - Đường Tiêu |
| Á hậu 4          | Á hậu 4                 | - Polynésie thuộc Pháp - Mihilani Teixeira |
| Top 20           | Châu Á & Châu Đại Dương | - Úc - Ashleigh Francis - Ấn Độ - Manasvi Mamgai - Israel - Shavit Vizel - Thái Lan - Yuwaret Sirirat Rueangsri |
| Top 20           | Châu Mỹ                 | - Paraguay - Egni Eckert |
| Top 20           | Châu Âu                 | - Bosna và Hercegovina - Snežana Prorok - Cộng hòa Séc - Veronika Machová - Pháp - Virginie Dechenaud - Hungary - Jennifer Kalo - Hà Lan - Desirée van den Berg - Scotland - Nicola Mimnagh                                                              |
| Top 20           | Châu Phi                | - Botswana - Emma Wareus - Ghana - Mimi Areme - Martinique - Tully Fremcourt - Zimbabwe - Samantha Tshuma |
| Top 40           | Châu Á & Châu Đại Dương | - Hồng Kông - Trương Tú Văn - Mông Cổ - Sarnai Amar - New Zealand - Cody Yerkovich - Sri Lanka - Fallon Ranasinghe |
| Top 40           | Châu Mỹ                 | - Argentina - Mariana Arambarry - Bahamas - Braneka Bassett - Barbados - Danielle Bishop - Bolivia - María Teresa Roca - Quần đảo Cayman - Cristin Alexander - Guadeloupe - Ericka Aly - St. Lucia - Aiasha Gustave - Trinidad & Tobago - Davia Chambers |
| Top 40           | Châu Âu                 | - Ý - Giada Pezzaioli - Litva - Gritė Maruškevičiūtė - Luxembourg - Shari Thuyns - Moldova - Daria Zaiteva - Nga - Irina Sharipova - Thổ Nhĩ Kỳ - Gizem Memiç - Ukraina - Ekaterina Zakharchenko                                                         |
| Top 40           | Châu Phi                | - Cabo Verde - Joceline Fortes |

#### Hoa hậu Thể thao
Phần thi Hoa hậu Thể thao được diễn ra tại khách sạn Sheraton Sanya ngày 21 tháng 10.
| Kết quả     | Kết quả                 | Thí sinh |
| ----------- | ----------------------- | --- |
| Chiến thắng | Chiến thắng             | - Bắc Ireland - Lori Moore |
| Top 3       | Top 3                   | - Slovakia - Marína Georgievová - Na Uy - Mariann Birkedal |
| Top 20      | Châu Á & Châu Đại Dương | - Úc - Ashleigh Francis - Mông Cổ - Sarnai Amar |
| Top 20      | Châu Mỹ                 | - Brasil - Kamilla Salgado - Canada - Denise Garrido - Quần đảo Cayman - Cristin Alexander - Guyana - Aletha Shepherd - Paraguay - Egni Eckert - St. Kitts & Nevis - Fatisha Imo - Quần đảo Virgin (Mỹ) - Carolyn Carter-Heller |
| Top 20      | Châu Âu                 | - Hungary - Jennifer Kalo - Ireland - Emma Britt Waldron - Iceland - Fanney Ingvarsdóttir - Thổ Nhĩ Kỳ - Gizem Memiç - Wales - Courtenay Hamilton                                                                               |
| Top 20      | Châu Phi                | - Botswana - Emma Wareus - Martinique - Tully Fremcourt |

#### Siêu mẫu
Phần thi Siêu mẫu được diễn ra tại khách sạn Crowne Plaza ngày 23 tháng 10.
| Kết quả     | Kết quả                 | Thí sinh |
| ----------- | ----------------------- | --- |
| Chiến thắng | Chiến thắng             | - Na Uy - Mariann Birkedal |
| Top 3       | Top 3                   | - Nga - Irina Sharipova - Hoa Kỳ - Alexandria Mills                                                                                              |
| Top 20      | Châu Á & Châu Đại Dương | - Trung Quốc - Đường Tiêu - Polynésie thuộc Pháp - Mihilani Teixeira - Ấn Độ - Manasvi Mamgai - Thái Lan - Yuwaret Sirirat Rueangsri             |
| Top 20      | Châu Mỹ                 | - Argentina - Mariana Arambarry - St. Lucia - Aiasha Gustave - Venezuela - Adriana Váini                                                         |
| Top 20      | Châu Âu                 | - Bỉ - Cilou Annys - Slovakia - Marína Georgievová - Tây Ban Nha - Fátima Jiménez - Thụy Điển - Dani Karlsson - Ukraina - Ekaterina Zakharchenko |
| Top 20      | Châu Phi                | - Botswana - Emma Wareus - Ethiopia - Hiwot Assefa Tesfaye - Ghana - Mimi Areme - Nam Phi - Nicole Flint - Zimbabwe - Samantha Tshuma            |

#### Hoa hậu Tài năng
Phần thi Hoa hậu Tài năng được diễn ra ngày 26 tháng 10.
| Kết quả     | Thí sinh |
| ----------- | --- |
| Chiến thắng | - Ireland - Emma Britt Waldron |
| Top 3       | - Wales - Courtenay Hamilton - Guadeloupe - Ericka Aly |
| Top 10      | - Úc - Ashleigh Francis - Belarus - Lyudmila Yakimovich - Canada - Denise Garrido - Síp - Andrea Kkolou - Hàn Quốc - Kim Hye-young - Malta - Francesca Gaspar - St. Lucia - Aiasha Gustave - Venezuela - Adriana Vasini |

#### Các giải thưởng đặc biệt

##### Nhà thiết kế trang phục đẹp nhất
Phần thi Nhà thiết kế trang phục đẹp nhất được diễn ra vào ngày 23 tháng 10 năm 2010. Sự kiện này diễn ra trong khuôn khổ phần thi Hoa hậu Siêu mẫu.
| Kết quả     | Thí sinh                                   |
| ----------- | ------------------------------------------ |
| Chiến thắng | - Polynésie thuộc Pháp - Mihilani Teixeira |

##### Hoa hậu Nhân ái
Hoa hậu Nhân ái đã được diễn ra vào ngày 29 tháng 10.
| Kết quả     | Thí sinh                        |
| ----------- | ------------------------------- |
| Chiến thắng | - Kenya - Natasha Metto         |
| Á hậu 1     | - Ghana - Mimi Areme            |
| Á hậu 2     | - El Salvador - Gabriela Molina |

## Các giám khảo
Sau đây là các giám khảo của cuộc thi Hoa hậu Thế giới 2010:
- Julia Morley (Chủ tịch tổ chức Hoa hậu Thế giới kiêm chủ tịch hội đồng ban giám khảo)
- Denise Perrier – Hoa hậu Thế giới 1953
- Ann Sydney – Hoa hậu Thế giới 1964
- Mary Stävin – Hoa hậu Thế giới 1977
- Agbani Darego – Hoa hậu Thế giới 2001
- Maria Julia Mantilla – Hoa hậu Thế giới 2004
- Trương Tử Lâm – Hoa hậu Thế giới 2007
- Ksenia Sukhinova – Hoa hậu Thế giới 2008

## Các thí sinh
| Quốc gia             | Thí sinh                  | Tuổi | Chiều cao (cm) | Chiều cao (ft) | Quê hương           |
| Albania              | Arnita Beqiraj            | 18   | 178            | 5’10"          | Vlorë               |
| Angola               | Ivanita Jones             | 23   | 176            | 5’9"           | Zaire               |
| Argentina            | Mariana Arambarry         | 22   | 177            | 5’10"          | Ingeniero Luiggi    |
| Aruba                | Kimberly Kuiperi          | 21   | 170            | 5’7"           | Tanki Leendert      |
| Úc                   | Ashleigh Francis          | 23   | 169            | 5’6"           | Sydney              |
| Bahamas              | Braneka Bassett           | 20   | 175            | 5’9"           | Freeport            |
| Barbados             | Danielle Bishop           | 21   | 175            | 5’9"           | Bridgetown          |
| Belarus              | Lyudmila Yakimovich       | 22   | 172            | 5’8"           | Hrodna              |
| Bỉ                   | Cilou Annys               | 19   | 178            | 5’10"          | Bruges              |
| Belize               | Jessel Lauriano           | 22   | 170            | 5’7"           | [Thành phố Belize]] |
| Bolivia              | María Teresa Roca         | 24   | 178            | 5’10"          | Trinidad            |
| Bosnia & Herzegovina | Snežana Prorok            | 16   | 174            | 5’8"           | Istočna Ilidža      |
| Botswana             | Emma Wareus               | 19   | 172            | 5’8"           | Gaborone            |
| Brasil               | Kamilla Salgado           | 23   | 172            | 5’8"           | Belem               |
| Bulgaria             | Romina Andonova           | 21   | 176            | 5’9"           | Sofia               |
| Canada               | Denise Garrido            | 23   | 174            | 5’8"           | Bradford            |
| Cabo Verde           | Joceline Fortes           | 22   | 174            | 5’8"           | Sao Vicente         |
| Quần đảo Cayman      | Cristin Alexander         | 23   | 182            | 5’11"          | George Town         |
| Trung Quốc           | Đường Tiêu                | 23   | 176            | 5’9"           | Bắc Kinh            |
| Colombia             | Laura Palacio             | 23   | 174            | 5’8"           | Medellin            |
| Costa Rica           | Dayana Aguilera           | 19   | 174            | 5’8"           | Palmares            |
| Bờ Biển Ngà          | Inès Da Silva             | 21   | 180            | 5’11"          | N'zi-Comoé          |
| Croatia              | Katarina Banić            | 20   | 181            | 5’11"          | Trilj               |
| Curaçao              | Angenie Simon             | 24   | 173            | 5’8"           | Willemstad          |
| Síp                  | Andrea Kkolou             | 19   | 169            | 5’6"           | Nicosia             |
| Cộng hòa Séc         | Veronika Machová          | 20   | 178            | 5’10"          | Rokycany            |
| Đan Mạch             | Nataliya Averina          | 20   | 178            | 5’10"          | Roskilde            |
| Ecuador              | Ana Galarza               | 21   | 173            | 5’8"           | Ambato              |
| Ai Cập               | Sarah Khouly              | 21   | 173            | 5’8"           | Cairo               |
| El Salvador          | Gabriela Molina           | 22   | 170            | 5’7"           | San Salvador        |
| Anh                  | Jessica Linley            | 21   | 180            | 5’11"          | Nottingham          |
| Ethiopia             | Hiwot Assefa Tesfaye      | 20   | 177            | 5’10"          | Addis Ababa         |
| Phần Lan             | Anne-Marie Nurminen       | 22   | 170            | 5’7"           | Helsinki            |
| Pháp                 | Virginie Dechenaud        | 24   | 174            | 5’8"           | La Frette           |
| Polynésie thuộc Pháp | Mihilani Teixeira         | 20   | 175            | 5’9"           | Papeete             |
| Gruzia               | Dea Arakishvili           | 20   | 180            | 5’11"          | Tbilisi             |
| Đức                  | Susanna Kobylinski        | 22   | 177            | 5’10"          | Bremen              |
| Ghana                | Mimi Areme                | 21   | 172            | 5’8"           | Volta Region        |
| Gibraltar            | Larissa Dalli             | 23   | 170            | 5’7"           | Gibraltar           |
| Hy Lạp               | Diamanto Gasteratou       | 22   | 176            | 5’9"           | Athens              |
| Guadeloupe           | Ericka Aly                | 20   | 176            | 5’9"           | Petit-Bourg         |
| Guatemala            | Lucía Mazariegos          | 19   | 177            | 5’10"          | Antigua Guatemala   |
| Guyana               | Aletha Shepherd           | 22   | 172            | 5’8"           | Luân Đôn            |
| Honduras             | Marilyn Medina            | 18   | 170            | 5’7"           | Los Angeles         |
| Hồng Kông Trung Quốc | Trương Tú Văn             | 23   | 166            | 5’5"           | Hồng Kông           |
| Hungary              | Jennifer Kalo             | 22   | 171            | 5’7"           | Budapest            |
| Iceland              | Fanney Ingvarsdóttir      | 19   | 175            | 5’9"           | Garðabær            |
| Ấn Độ                | Manasvi Mamgai            | 22   | 173            | 5’8"           | Delhi               |
| Indonesia            | Asyifa Latief             | 21   | 172            | 5’8"           | Bandung             |
| Ireland              | Emma Britt Waldron        | 21   | 180            | 5’11"          | Waterford           |
| Israel               | Shavit Vizel              | 20   | 180            | 5’11"          | Be'eri              |
| Ý                    | Giada Pezzaioli           | 17   | 180            | 5’11"          | Montichiari         |
| Jamaica              | Chantal Alicia Raymond    | 24   | 175            | 5’9"           | Kingston            |
| Nhật Bản             | Hiroko Matsunaga          | 18   | 172            | 5’8"           | Fukuoka             |
| Kazakhstan           | Asselina Kuchukova        | 27   | 173            | 5’8"           | Almaty              |
| Kenya                | Natasha Metto             | 20   | 182            | 5’11"          | Nairobi             |
| Hàn Quốc             | Kim Hye-young             | 20   | 174            | 5’8"           | Gyeongsang Bắc      |
| Latvia               | Ludmila Voroncova         | 19   | 175            | 5’9"           | Riga                |
| Liban                | Rahaf Abdallah            | 22   | 174            | 5’8"           | Khiam               |
| Lesotho              | Karabelo Mokoallo         | 23   | 175            | 5’9"           | Maseru              |
| Litva                | Gritė Maruškevičiūtė      | 21   | 176            | 5’9"           | Vilnius             |
| Luxembourg           | Shari Thuyns              | 19   | 170            | 5’7"           | Mamer               |
| Ma Cao Trung Quốc    | Cherry Ka I Ng            | 23   | 165            | 5’5"           | Ma Cao              |
| Cộng hòa Macedonia   | Stefani Borsova           | 20   | 178            | 5’10"          | Skopje              |
| Malawi               | Ella Kabambe              | 24   | 171            | 5’7"           | Blantyre            |
| Malaysia             | Nadia Min Dern Heng       | 25   | 165            | 5’5"           | Kuala Lumpur        |
| Malta                | Francesca Gaspar          | 24   | 180            | 5’11"          | Iklin               |
| Martinique           | Tully Fremcourt           | 20   | 173            | 5’8"           | La Trinité          |
| Mauritius            | Dalysha Doorga            | 23   | 170            | 5’7"           | Goodlands           |
| México               | Anabel Solis              | 23   | 180            | 5’11"          | Mérida              |
| Moldova              | Daria Zaiteva             | 20   | 176            | 5’9"           | Chisinau            |
| Mông Cổ              | Sarnai Amar               | 23   | 178            | 5’10"          | Ulaanbaatar         |
| Montenegro           | Milica Milatović          | 17   | 175            | 5’9"           | Podgorica           |
| Namibia              | Odile Gertze              | 22   | 170            | 5'7"           | Windhoek            |
| Nepal                | Sadichha Shrestha         | 19   | 165            | 5’5"           | Kathmandu           |
| Hà Lan               | Desirée van den Berg      | 23   | 176            | 5’9"           | Santpoort           |
| New Zealand          | Cody Yerkovich            | 18   | 183            | 6’0"           | Kaitaia             |
| Nigeria              | Afoma Amuzie              | 19   | 173            | 5’8"           | Niger               |
| Bắc Ireland          | Lori Moore                | 20   | 172            | 5’7"           | Belfast             |
| Na Uy                | Mariann Birkedal          | 23   | 174            | 5’8"           | Stavanger           |
| Panama               | Paola Vaprio Medaglia     | 24   | 175            | 5’9"           | Thành phố Panama    |
| Paraguay             | Egni Eckert               | 23   | 183            | 6’0"           | Luque               |
| Perú                 | Alexandra Liao            | 20   | 179            | 5’10"          | Lima                |
| Philippines          | Czarina Gatbonton         | 19   | 170            | 5’7"           | Malolos             |
| Ba Lan               | Agata Szewioła            | 21   | 174            | 5’8"           | Żary                |
| Bồ Đào Nha           | Catarina Aragonez         | 22   | 175            | 5’9"           | Portalegre          |
| Puerto Rico          | Yara Lasanta              | 24   | 173            | 5’8"           | Barranquitas        |
| România              | Lavinia Postolache        | 21   | 175            | 5’9"           | Pitesti             |
| Nga                  | Irina Sharipova           | 18   | 178            | 5’10"          | Apastovo            |
| St. Kitts & Nevis    | Fatisha Imo               | 22   | 168            | 5’6"           | Basseterre          |
| St. Lucia            | Aiasha Gustave            | 18   | 175            | 5’9"           | Gros Islet          |
| Scotland             | Nicola Mimnagh            | 21   | 180            | 5’11"          | Kilbarchan          |
| Serbia               | Milica Jelić              | 20   | 176            | 5’9"           | Belgrade            |
| Sierra Leone         | Neyorlyn Willams          | 19   | 177            | 5’9"           | Freetown            |
| Singapore            | Anusha Rajaseharan        | 21   | 169            | 5’6"           | Singapore           |
| Slovakia             | Marína Georgievová        | 18   | 173            | 5’8"           | Banská Bystrica     |
| Nam Phi              | Nicole Flint              | 22   | 170            | 5’7"           | Pretoria            |
| Tây Ban Nha          | Fátima Jiménez            | 21   | 174            | 5’8"           | Sevilla             |
| Sri Lanka            | Fallon Ranasinghe         | 22   | 174            | 5’8"           | Colombo             |
| Suriname             | Jo-ann Maria Sang         | 19   | 172            | 5’7"           | Paramaribo          |
| Thụy Điển            | Dani Karlsson             | 25   | 172            | 5’7"           | Stockholm           |
| Tanzania             | Genevieve Mpangala        | 20   | 190            | 6’3"           | Chang'ombe          |
| Thái Lan             | Yuwaret Sirirat Rueangsri | 22   | 179            | 5’10"          | Chiang Mai          |
| Trinidad & Tobago    | Davia Chambers            | 18   | 175            | 5’9"           | Couva               |
| Thổ Nhĩ Kỳ           | Gizem Memiç               | 20   | 178            | 5’10"          | Gaziantep           |
| Uganda               | Hazmie Nansubuga          | 25   | 179            | 5’10"          | Jinja               |
| Ukraina              | Ekaterina Zakharchenko    | 21   | 173            | 5’8"           | Odessa              |
| Hoa Kỳ               | Alexandria Mills          | 18   | 175            | 5’9"           | Louisville          |
| Quần đảo Virgin (Mỹ) | Carolyn Carter-Heller     | 20   | 172            | 5’7"           | Christiansted       |
| Uruguay              | Eliana Olivera            | 22   | 176            | 5’9"           | Montevideo          |
| Venezuela            | Adriana Vasini            | 23   | 178            | 5’10"          | Maracaibo           |
| Việt Nam             | Nguyễn Ngọc Kiều Khanh    | 19   | 178            | 5’10"          | München             |
| Wales                | Courtenay Hamilton        | 20   | 167            | 5’7"           | Llantwit Major      |
| Zambia               | Zindaba Hanzala           | 20   | 178            | 5’10"          | Lusaka              |
| Zimbabwe             | Samantha Tshuma           | 21   | 183            | 6’0"           | Bulawayo            |

## Các thông tin về các cuộc thi quốc gia

### Sự trở lại của các quốc gia và vùng lãnh thổ
- St. Kitts & Nevis lần cuối tham dự là năm 1988.
- Cabo Verde và  Ma Cao lần cuối tham dự là năm 1997.
- Lesotho lần cuối tham dự là năm 2003.
- Malawi và  Quần đảo Virgin thuộc Mỹ [13] lần cuối tham dự là năm 2005.
- Quần đảo Cayman và  St. Lucia lần cuối tham dự là năm 2008.

### Các quốc gia bỏ cuộc
- Áo
- Cộng hòa Dominica Elizabeth Turra được chọn lựa làm đại diện tại cuộc thi Hoa hậu Thế giới 2010 nhưng không thể có mặt không rõ lý do.
- Liberia trang web của cuộc thi Hoa hậu Thế giới đã gỡ bỏ Liberia ra khỏi danh sách các thí sinh mà không tiết lộ lý do. Có thể cuộc thi Hoa hậu Liberia dự kiến không diễn ra trong năm nay.
- Slovenia
- Swaziland không tham gia cuộc thi Hoa hậu Thế giới 2010 vì cuộc thi quốc gia được dời lại đến tháng 10. Ngoài ra cuộc thi Hoa hậu Swaziland còn đang phải đấu tranh pháp lý với Hội đồng Văn hóa Nghệ thuật quốc gia về việc cấm các cuộc thi sắc đẹp đầu năm nay.

## Các chú ý về các thí sinh
- Các thí sinh đã tham dự cuộc thi Hoa hậu Hoàn vũ 2010.
  -  Bahamas: Braneka Basset
  -  Bỉ: Cilou Annys (Top 15 bán kết)
  -  Kazakhstan: Asselina Kuchukova
  -  Liban: Rahaf Abdallah
  -  Mauritius: Dalysha Doorga
  -  Hà Lan: Desirée van den Berg
  -  Nam Phi: Nicole Flint (Top 10 bán kết)
  -  Thổ Nhĩ Kỳ: Gizem Memiç
- Các thí sinh sẽ tham dự cuộc thi Reina Hispanoamericana 2010.
  -  Ecuador: Ana Galarza
  -  Paraguay: Egni Eckert
  -  Perú: Alexandra Liao
- Canada: Denise Garrido đã tham dự Hoa hậu Trái Đất 2008 và Hoa hậu Mỹ Latinh 2009.
- Quần đảo Cayman: Cristin Alexander sẽ tham dự Hoa hậu Hoàn vũ 2011.
- Curaçao: Angenie Simon đã tham dự Hoa hậu Hoàn vũ 2009.
- Ecuador: Ana Galarza đã chiến thắng trong cuộc thi Reina de Ambato.
- Ethiopia: Hiwot Assefa Tesfaye lọt vào top 15 bán kết cuộc thi Hoa hậu Liên lục địa 2009.
- Pháp: Virginie Dechenaud là Á hậu 1 trong cuộc thi Hoa hậu Pháp 2010.
- Ấn Độ: Manasvi Mamgai giành chiến thắng trong cuộc thi Hoa hậu Du lịch Quốc tế 2008 và cũng chiến thắng trong cuộc thi Elite Model Look India 2006.
- Indonesia: Asyifa Latief là người gốc Ả Rập đầu tiên chiến thắng trong cuộc thi Hoa hậu Indonesia.
- Mông Cổ: Sarnai Amar đã tham dự Hoa hậu Trái Đất 2005 và chiến thắng trong cuộc thi Hoa hậu Sinh viên Thế giới 2008.
- Namibia: Odile Gertze sẽ tham dự Hoa hậu Hoàn vũ 2011.
- Na Uy: Mariann Birkedal đã tham dự Hoa hậu Hoàn vũ 2008.
- Panama: Paola Vaprio là em gái của Anna Vaprio là người chiến thắng trong cuộc thi Hoa hậu Thế giới Panama 2005 và đã tham dự Hoa hậu Thế giới 2005 cũng tại Sanya.
- Nga: Irina Sharipova là Á hậu 1 trong cuộc thi Hoa hậu Nga 2010.
- Venezuela: Adriana Vasini là người chiến thắng trong cuộc thi Reina Hispanoamericana 2009.
- Việt Nam: Nguyễn Ngọc Kiều Khanh là Á hậu 1 trong cuộc thi Hoa hậu Thế giới người Việt 2010.

## Những ý nghĩa lịch sử
- Hoa Kỳ chiến thắng lần thứ 3 tại cuộc thi Hoa hậu Thế giới.
- Botswana có vị trí tại cuộc thi Hoa hậu Thế giới lần đầu tiên và đạt danh hiệu Á hậu 1.
- Polynesia thuộc Pháp và Mông Cổ vào bán kết cuộc thi lần đầu tiên trong lịch sử.
- Venezuela vào đến top 5 sau một thời gian dài kể từ năm 1999.
- Canada, Colombia, Pháp, Nam Phi cũng vào được bán kết trong năm trước.
- Puerto Rico, Nga và Venezuela vào bán kết lần cuối năm 2008.
- Trung Quốc, Hoa Kỳ lần cuối vào bán kết là năm 2007.
- Namibia, Bắc Ireland, Scotland lần cuối cùng vào bán kết là năm 2006.
- Ý lần cuối vào bán kết là năm 2005.
- Ireland và Na Uy lần cuối vào bán kết là năm 2003.
- Hà Lan lần cuối vào bán kết là năm 2002.
- Kenya lần cuối vào bán kết là năm 2000.
- Thái Lan lần cuối vào bán kết là năm 1997.
- Bahamas lần cuối vào bán kết là năm 1992.
- Paraguay lần cuối vào bán kết là năm 1985.
- Đức lần cuối vào bán kết là năm 1980.
- St. Lucia lần cuối vào bán kết là năm 1975.
- Mexico đã kết thúc sáu lần liên tiếp vào bán kết cuộc thi Hoa hậu Thế giới từ năm 2004-2009.